# Tindaro
Tindaro (in greco antico: Τυνδάρεος?, Tyndáreos) (o Tindareo) è un personaggio della mitologia greca. Fu un re di Sparta.

## Genealogia
Figlio di Periere e di Gorgofone o di Ebalo e della ninfa Batea, sposò Leda e divenne padre di Castore, Clitennestra, Timandra, Filonoe e Febe.
Tindaro crebbe anche Elena e Polluce (avuti da Leda con Zeus).
Castore e Polluce sono più noti come i Dioscuri.

## Mitologia

### L'offesa ad Afrodite
Durante un sacrificio, dimenticò di onorare Afrodite attirando su di sé le ire della dea che condannò le sue figlie a dover giacere o doversi sposare con più di un uomo.

### Il matrimonio di Elena
Tindaro re di Sparta, fu destituito (insieme al fratello Icario) dal fratellastro Ippocoonte e fece ritorno in patria solo dopo che Ippocoonte fu ucciso da Eracle. 

Tieste intanto, preso il controllo di Micene, costrinse Agamennone e Menelao all'esilio nella città di Sicione dove vissero come ospiti di Tindaro per un certo numero di anni. 

Intanto la bellezza di sua figlia Elena (in età di matrimonio) attirò principi, re e pretendenti e lui, spaventato da quel numeroso interesse, ascoltò un suggerimento di Ulisse e pretese il giuramento di tutti i candidati di farsi l'obbligo d'intervenire in soccorso del prescelto al matrimonio in caso di sua necessità. 

Tutti accettarono e fu scelto Menelao, che Elena sposò.
Quando Alessandro (Paride) rapì Elena e la portò a Troia, Menelao fece appello a quel giuramento e gli ex pretendenti si schierarono con lui. 

Così fu l'inizio della guerra di Troia.
La tomba di Tindaro era ancora visitabile durante la vita di Pausania.
Secondo Tzetzes, Tindaro fu resuscitato da Asclepio.